# South East Asian Airlines
South East Asian Airlines – filipińska linia lotnicza z siedzibą w Makati. W przeszłości linia używała samoloty Boeing 737-200 i Let L-410 Turbolet.